# Jared Triolo
Jared Triolo (Nashua, Nuevo Hampshire, 8 de febrero de 1998) es un jugador profesional estadounidense de béisbol que se desempeña en la posición de tercera base en Pittsburgh Pirates, equipo de las Grandes Ligas de Béisbol (MLB).

## Carrera
Fue seleccionado en la segunda ronda en el Draft de la MLB de 2019. En 2023 hizo su debut profesional con el equipo Pittsburgh Pirates, donde lleva jugando dos temporadas.